# 助川徳是
助川 徳是（すけがわ のりよし、1933年2月21日 - 2016年6月19日）は、日本近代文学研究者。名古屋大学名誉教授。

## 経歴
1933年、東京生まれ。東京大学を卒業し、東京大学大学院人文科学研究科博士課程を満期退学。
その後は学習院高等科教諭となった。1967年、福岡女子大学助教授に就く。名古屋大学教養部教授となり、後に情報文化学部教授。1996年に名古屋大学を定年退官し、名誉教授となった。2016年6月19日、間質性肺炎のため中日病院で死去。83歳没。

## 研究内容・業績
- 日本の近代文学を研究テーマとした。魚住折蘆に光をあてるなどの業績がある。

## 著書
- 『九州・沖縄』学燈社(文学と史蹟の旅路) 1978
- 『東海の文学散歩 郷土作家の足跡を求めて』中日新聞本社 1981
- 『漱石と明治文学』桜楓社 1983
- 『啄木と折蘆 「時代閉塞の現状」をめぐって』洋々社 1983
- 『野上弥生子と大正期教養派』桜楓社 1984

### 編・解説
- 『鑑賞日本現代文学 第29巻 島尾敏雄・庄野潤三』 角川書店 1983
- 『新潮日本文学アルバム32 野上弥生子』新潮社 1986
- 『ふるさと文学館 第27巻 愛知』 ぎょうせい 1994
- 『作家の自伝 44 野上弥生子　縁／鳴る浅間山の麓から』 日本図書センター 1997

## 論文
- 助川徳是「安倍能成年譜」『香椎潟』第14巻、福岡女子大学、1968年8月、60-70頁、ISSN 02874113、NAID 110004671845。
- 助川徳是「啄木文学の原風景」『名古屋近代文学研究』第15号、名古屋近代文学研究会、1997年12月、81-88頁、ISSN 02890658、NAID 40004471278。
- 助川徳是「夏目漱石と日露戦争・序説」『香椎潟』第19巻、福岡女子大学、1973年10月、67-78頁、ISSN 02874113、NAID 110004679840。
- 助川徳是「啄木と折芦」『文芸と思想』第32号、福岡女子大学文学部、1968年11月、1-30頁、ISSN 05217873、NAID 110000211978。
- 助川徳是「荷風の「江戸」ノート」『文芸と思想』第36号、福岡女子大学文学部、1972年2月、1-9頁、ISSN 05217873、NAID 110000212001。
- 助川徳是「朝日文芸欄の一面」『文芸と思想』第31号、福岡女子大学文学部、1968年2月、1-14頁、ISSN 05217873、NAID 110000211969。
- 助川徳是「「漱石と白樺派」西垣勤」『国語と国文学』第68巻第4号、至文堂、1991年4月、p64-69、ISSN 03873110、NAID 40001296897。
- 助川徳是「荷風の習作」『研究紀要学習院高等科』第3号、学習院大学、1967年9月、123-113頁、NAID 110007818187。